# シェトランド諸島
シェトランド諸島 （Shetland [ˈʃɛtlənd]、中世スコットランド語:Ȝetland、スコットランド・ゲール語: Sealtainn [ˈʃal̪ˠt̪ʰɪɲ]）は、スコットランドの亜寒帯に属する群島。北部諸島に含まれ、グレートブリテン島の北東部に位置する。

## 概説
オークニー諸島の約80km北、フェロー諸島の南東約280kmに位置し、シェトランドの西は大西洋、東は北海となる。総面積は1,468km2で、人口は23,020人（2022年推計）である。スコットランド議会のシェトランド選挙区を構成しており、スコットランドの32あるカウンシル・エリアの1つである。シェトランドの行政中心地で、唯一の自由都市はラーウィックである。
諸島のうち最大の島は単にメインランド島といい、面積は967km2、スコットランドの島のうち3番目、ブリテン諸島中5番目の面積を持つ。さらに15の有人島がある。シェトランド諸島は海洋性気候であり、複雑な地質、険しい海岸線と総じて低い丘陵がある。
石器時代より人が定住し、島について最古に書かれた文献はローマ時代のものである。歴史上最古の時代はスカンジナビア、特にノルウェーの影響を受け、島々は15世紀までスコットランドの一部ではなかった。シェトランドがグレートブリテン王国の一部となった1707年から、漁業は今日まで経済の重要な側面で有り続けているが、北ヨーロッパとの貿易は衰退していた。しかしいまや連合王国の一部となり、1970年代の北海油田発見が大幅にシェトランド諸島経済・雇用・公共部門の収益を押し上げた。
地元住民の生活は、ヴァイキングを称える火祭りのウップ・ヘリーアー、伝統的なフィドルのスタイルに代表される音楽の伝統といった、ノース人文化とスコットランド文化の両方が反映されている。シェトランド諸島は様々な詩と散文の作家を輩出しており、彼らの多くはシェトランド語を用いる。地元の動植物を保護するためもうけられた保護地域が多くあり、そこには海鳥の重要な営巣地が含まれている。

## 語源

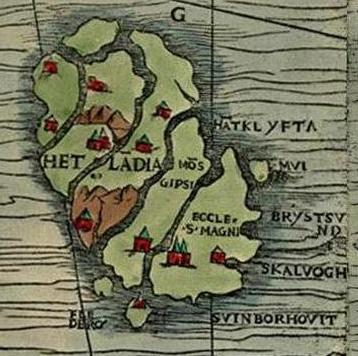
16世紀の地図カルタ・マリナに描かれたシェトランド

シェトランドの名前は古ノルド語のhjalt（柄）とland（土地）に由来する。
紀元43年と77年、ローマの著述家ポンポニウス・メラと大プリニウスは、それぞれHaemodaeとAcmodaeと呼ぶ7つの島々についてふれた。この名称はどちらもシェトランドのことであると推測されている。シェトランドについて書かれた古い記述は他にもある。紀元98年、タキトゥスはローマのオークニー諸島発見と征服について記した後、ローマ艦隊はトゥーレを見たとした 。古いアイルランド文学において、シェトランドは『ネコの島』（Inse Catt）としてふれられた。これは島にいたノース人以前の住民の名であった可能性がある。Cat族はスコットランド本土北部の一部を占領し、彼らの名はケイスネスや、サザランドのゲール語名Cataibhに見つけることができる。
現在の名であるシェトランドの最古のかたちは、1190年に記されたHetlandensisである。様々な変遷のあとに1431年にはHetlandとなった。ピクト語のcatの発音が古ノルド語の名称を形成することが可能である。その後16世紀にはHjaltlandとなった。
ノルン語が徐々にスコットランド語に取って代わっていったように、HjaltlandはȜetlandとなった。最初の文字は中世スコットランド語のものである。Ȝの発音は元々のノルン語とほとんど同じである。ヨッホを文字として用いることが中断されたとき、それは多くの場合似たような文字であるZに置き換えられた。それゆえにZetlandという誤ったスペルが1975年以前にカウンティ議会において用いられていたのである。
一部の派生は不明瞭で古ノルド語以前（おそらくはピクト語、ケルト語以前の名称）のものもあるだろうが、シェトランドの島々は個々に古ノルド語の名称を持っている。

## 地理

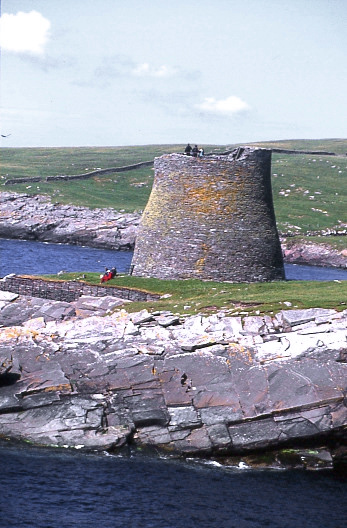
ブロッホ・オブ・ムサ

シェトランド諸島はスコットランド本土の北170kmにある。海岸線は2702kmある。諸島の中心地にして最大の町であるラーウィックは人口約7500人が暮らし、町の16km以内に諸島の人口の約半分が暮らしていることになる 。1708年まで諸島の中心であった西岸のスカロウェイは、人口が1000人以下である。
およそ100ある島のうち、有人島は16しかない。主要島はメインランド島、次いで北のイエル島、アンスト島、フェトラー島、東のブレセー島とホエルセー島である。イースト・バラ島、ウエスト・バラ島、マックル・ロー島、パパ・ストア島、トロンドラ島、ヴァイラ島はメインランド島の西にあってより小さい。メインランド島から遠く離れている有人島には、フーラ島、フェア島、アウト・スカリーズ島がある。
無人島には、鉄器時代に建てられた塔・ブロッホ・オブ・ムサが最高の保存状態で残るムサ島、イギリス最大の陸繋島でメインランド島と陸続きとなっている聖ニニアンの島、ブリテン諸島最北の地であるアウトスタック島がある 。シェトランド諸島の位置から、『国内で最も北』という形容詞がつく記録が多い。マネス城は国内最北にある城であるし、スコーは国内最北の集落である。

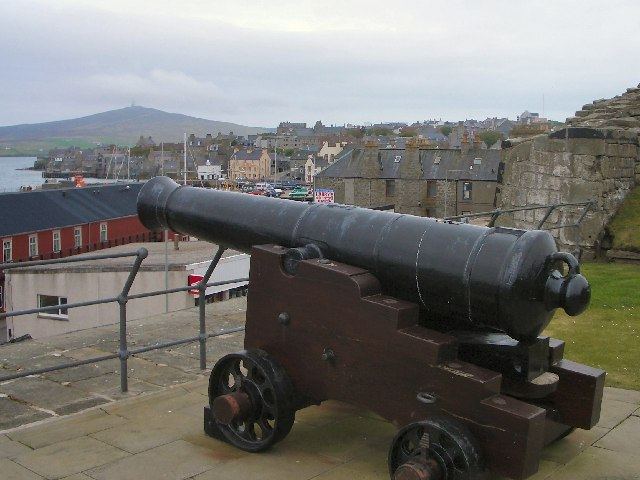
ラーウィックを見下ろすシャーロット砦

数多くの断層や褶曲の軸があるシェトランドの地質は複雑である。シェトランドの島々はカレドニア造山運動の北の前哨基地にあたり、先カンブリア時代の変成岩であるルイジアン、ダルリアダンの露頭、モイン累層群の変成岩があり、それらはスコットランド本土にあるものと似た歴史をたどっている。同様に、古い赤色砂岩の堆積物、花崗岩の侵入もある。最大の特徴はオフィオライト、アンスト島やフェトラー島におけるかんらん岩と斑れい岩でイアペトゥス海の底の遺物である。シェトランド経済の多くは、周辺海域における原油を含む堆積物に依存している。地質学的証拠は、紀元前6100年頃ノルウェー海の海底地すべりで起きた津波がシェトランド、そしてスコットランド東海岸を直撃したことを示している。そして現在の人口密集地であるスコットランドのファース（湾）において波の高さは25mとなっていたと推測される。
シェトランド最高地点はロナスの丘で高さは450mでしかない。更新世期に氷河は島々全体を覆っていた。スタナス・オブ・ストファストという迷子石は重さが2000トンあり、この時代にラナスティングの丘に移動してきて鎮座するようになった。
シェトランドは国立景観保護地域とユネスコ世界ジオパークである。

## 気候
シェトランド諸島は、寒い期間は長いが、あまり厳しくはならない冬、短くて冷涼な夏が特徴の海洋性亜寒帯気候である。ケッペンの気候区分では西岸海洋性気候に属し、夏は涼しく冬も緯度の割に寒くない。
周囲の海からの影響で、3月の最高気温は5℃、7月8月の最高気温は14℃と、気候は一年中穏やかである。気温が21℃を上回ることはまれである。過去に最も気温が高かったのは1991年7月の23.4℃で、反対に最も低かったのは1952年と1959年の1月に記録した－8.9℃である 。霜のない期間は3ヶ月ほどと短い。
気候の総合的な特徴は、曇りがちで風が強いことである。1年に250日間は少なくとも2mm以上の降雨がある。年間平均降雨量は、最も雨の多い11月から12月で1003mmである。降雪は通常11月から2月までの期間に限られており、地上に1日中雪が残っていることが少ない。降水量が50mm以下の月はないが、4月から8月は降水量が減少する。霧は、穏やかな南からの風で海上が冷やされるため、夏に発生するのが一般的である。

高緯度にあるため、夏にはほぼ確定した日照がある一方、晴れた冬の夜にはオーロラが時々見られる。年間平均日照時間は1090時間で、曇りの日が一般的である。
| シェトランド諸島（ラーウィック・標高82m） (1981-2010) 極値 (1930-現在)の気候 | シェトランド諸島（ラーウィック・標高82m） (1981-2010) 極値 (1930-現在)の気候 | シェトランド諸島（ラーウィック・標高82m） (1981-2010) 極値 (1930-現在)の気候 | シェトランド諸島（ラーウィック・標高82m） (1981-2010) 極値 (1930-現在)の気候 | シェトランド諸島（ラーウィック・標高82m） (1981-2010) 極値 (1930-現在)の気候 | シェトランド諸島（ラーウィック・標高82m） (1981-2010) 極値 (1930-現在)の気候 | シェトランド諸島（ラーウィック・標高82m） (1981-2010) 極値 (1930-現在)の気候 | シェトランド諸島（ラーウィック・標高82m） (1981-2010) 極値 (1930-現在)の気候 | シェトランド諸島（ラーウィック・標高82m） (1981-2010) 極値 (1930-現在)の気候 | シェトランド諸島（ラーウィック・標高82m） (1981-2010) 極値 (1930-現在)の気候 | シェトランド諸島（ラーウィック・標高82m） (1981-2010) 極値 (1930-現在)の気候 | シェトランド諸島（ラーウィック・標高82m） (1981-2010) 極値 (1930-現在)の気候 | シェトランド諸島（ラーウィック・標高82m） (1981-2010) 極値 (1930-現在)の気候 | シェトランド諸島（ラーウィック・標高82m） (1981-2010) 極値 (1930-現在)の気候 |
| 月                                                                           | 1月                                                                          | 2月                                                                          | 3月                                                                          | 4月                                                                          | 5月                                                                          | 6月                                                                          | 7月                                                                          | 8月                                                                          | 9月                                                                          | 10月                                                                         | 11月                                                                         | 12月                                                                         | 年                                                                           |
| ---------------------------------------------------------------------------- | ---------------------------------------------------------------------------- | ---------------------------------------------------------------------------- | ---------------------------------------------------------------------------- | ---------------------------------------------------------------------------- | ---------------------------------------------------------------------------- | ---------------------------------------------------------------------------- | ---------------------------------------------------------------------------- | ---------------------------------------------------------------------------- | ---------------------------------------------------------------------------- | ---------------------------------------------------------------------------- | ---------------------------------------------------------------------------- | ---------------------------------------------------------------------------- | ---------------------------------------------------------------------------- |
| 最高気温記録 °C （°F）                                                       | 12.8 (55)                                                                    | 11.7 (53.1)                                                                  | 13.3 (55.9)                                                                  | 16.1 (61)                                                                    | 20.7 (69.3)                                                                  | 22.2 (72)                                                                    | 23.4 (74.1)                                                                  | 22.1 (71.8)                                                                  | 19.4 (66.9)                                                                  | 17.2 (63)                                                                    | 13.9 (57)                                                                    | 12.6 (54.7)                                                                  | 23.4 (74.1)                                                                  |
| 平均最高気温 °C （°F）                                                       | 5.9 (42.6)                                                                   | 5.5 (41.9)                                                                   | 6.4 (43.5)                                                                   | 8.1 (46.6)                                                                   | 10.4 (50.7)                                                                  | 12.4 (54.3)                                                                  | 14.3 (57.7)                                                                  | 14.5 (58.1)                                                                  | 12.8 (55)                                                                    | 10.2 (50.4)                                                                  | 7.8 (46)                                                                     | 6.3 (43.3)                                                                   | 9.6 (49.3)                                                                   |
| 日平均気温 °C （°F）                                                         | 3.9 (39)                                                                     | 3.5 (38.3)                                                                   | 4.2 (39.6)                                                                   | 5.8 (42.4)                                                                   | 7.9 (46.2)                                                                   | 10.1 (50.2)                                                                  | 12.1 (53.8)                                                                  | 12.4 (54.3)                                                                  | 10.8 (51.4)                                                                  | 8.3 (46.9)                                                                   | 5.9 (42.6)                                                                   | 4.3 (39.7)                                                                   | 7.4 (45.3)                                                                   |
| 平均最低気温 °C （°F）                                                       | 1.8 (35.2)                                                                   | 1.5 (34.7)                                                                   | 2.0 (35.6)                                                                   | 3.5 (38.3)                                                                   | 5.4 (41.7)                                                                   | 7.7 (45.9)                                                                   | 9.9 (49.8)                                                                   | 10.2 (50.4)                                                                  | 8.7 (47.7)                                                                   | 6.4 (43.5)                                                                   | 3.9 (39)                                                                     | 2.2 (36)                                                                     | 5.3 (41.5)                                                                   |
| 最低気温記録 °C （°F）                                                       | −8.9 (16)                                                                    | −7.4 (18.7)                                                                  | −8.3 (17.1)                                                                  | −5.7 (21.7)                                                                  | −2.2 (28)                                                                    | −0.6 (30.9)                                                                  | 3.5 (38.3)                                                                   | 2.8 (37.0)                                                                   | −0.6 (30.9)                                                                  | −3.3 (26.1)                                                                  | −5.7 (21.7)                                                                  | −8.2 (17.2)                                                                  | −8.9 (16)                                                                    |
| 降水量 mm （inch）                                                           | 142.6 (5.614)                                                                | 120.8 (4.756)                                                                | 124.6 (4.906)                                                                | 70.4 (2.772)                                                                 | 53.4 (2.102)                                                                 | 58.2 (2.291)                                                                 | 66.8 (2.63)                                                                  | 83.7 (3.295)                                                                 | 106.3 (4.185)                                                                | 141.5 (5.571)                                                                | 146.0 (5.748)                                                                | 142.6 (5.614)                                                                | 1,256.8 (49.48)                                                              |
| 平均降水日数 （≥1.0 mm）                                                     | 21.6                                                                         | 18.5                                                                         | 19.9                                                                         | 14.1                                                                         | 10.8                                                                         | 11.0                                                                         | 12.1                                                                         | 12.9                                                                         | 16.7                                                                         | 20.8                                                                         | 21.4                                                                         | 21.8                                                                         | 201.6                                                                        |
| 平均降雪日数                                                                 | 10                                                                           | 9                                                                            | 9                                                                            | 5                                                                            | 1                                                                            | 0                                                                            | 0                                                                            | 0                                                                            | 0                                                                            | 1                                                                            | 5                                                                            | 8                                                                            | 48                                                                           |
| % 湿度                                                                       | 87                                                                           | 86                                                                           | 86                                                                           | 87                                                                           | 88                                                                           | 89                                                                           | 90                                                                           | 91                                                                           | 90                                                                           | 89                                                                           | 87                                                                           | 87                                                                           | 89                                                                           |
| 平均月間日照時間                                                             | 27.2                                                                         | 55.2                                                                         | 94.1                                                                         | 131.8                                                                        | 181.0                                                                        | 146.2                                                                        | 124.4                                                                        | 127.9                                                                        | 101.3                                                                        | 68.8                                                                         | 33.8                                                                         | 18.1                                                                         | 1,109.9                                                                      |
| 出典1：Met Office NOAA (relative humidity and snow days 1961-1990)           |                                                                              |                                                                              |                                                                              |                                                                              |                                                                              |                                                                              |                                                                              |                                                                              |                                                                              |                                                                              |                                                                              |                                                                              |                                                                              |
| 出典2：KNMI                                                                  |                                                                              |                                                                              |                                                                              |                                                                              |                                                                              |                                                                              |                                                                              |                                                                              |                                                                              |                                                                              |                                                                              |                                                                              |                                                                              |

## 野生の動植物

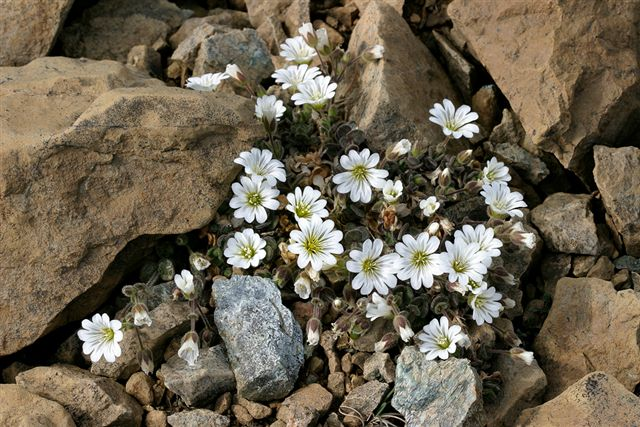
岩の間で自生するCerastium nigrescens

シェトランドには、ハーマナスとノスの海鳥コロニー、キーン・オブ・ヘイマーにある蛇紋岩土壌に育つ植物を保護する、3つの国立自然保護区がある。さらに81箇所の特別科学関心地区がある。

### 植物相
シェトランドの風景は、放牧されたヒツジが草を食んでいるさまが特徴である。そして過酷な条件のため植物は約400種と総数が限られている。セイヨウナナカマドやヨーロッパ原産のワイルドクラブアップルといった土着の樹木は、崖や小島といった他から隔絶された数少ない場所に見られるのみである。植物はアルプス高山植物、野生種の花、コケ、地衣類で占められる。特に保護された場所では、春海葱、セリバオオバコ、マルバトウキ、イワベンケイが豊富である。ミミナグサ属のCerastium nigrescensはシェトランドにしかない固有種である。この花は1837年、植物学者トーマス・エドモンドストンによって最初に記録された。19世紀には他の2つの場所から植生の報告があったが、現在はアンスト島の蛇紋岩でできた2つの丘の上にしか見つけられていない。全国的に希少なエゾルリソウがいくつかの島で見つかっており、レッドリストにコケ植物オオトラノオが絶滅危惧種として記載されている。

### 動物相
シェトランドには多数の海鳥コロニーがある。ニシツノメドリ、ウミツバメ、アビ、シロカツオドリ、オオトウゾクカモメが島々で見られる。希少種としてマユグロアホウドリ、ハクガンがある。シロフクロウのつがいが1967年から1975年までフェトラー島で繁殖していた。シェトランドミソサザイ、フェアアイルミソサザイはシェトランドの固有亜種である。ダイシャクシギ、コシャクシギ、ヨーロッパムナグロといった様々な湿原の鳥類の個体群もある。
シェトランドの地理的孤立と、シェトランドがかつて氷河に覆われていた歴史により、哺乳動物相の枯渇をもたらした。ドブネズミとハツカネズミは、シェトランド諸島に現在いるげっ歯類の3種のうち2種である。残りの1つであるシェトランドノネズミは、固有種でもあり、そのうち3つの種類がイエル島、フーラ島、フェア島に生息する。彼らはアカネズミの変種であり、考古学的証拠からこの種は鉄器時代中期から島に存在していたことを示唆している。アカネズミは、少なくとも青銅器時代から人がいたオークニー諸島から導入された可能性がある。

### 家畜

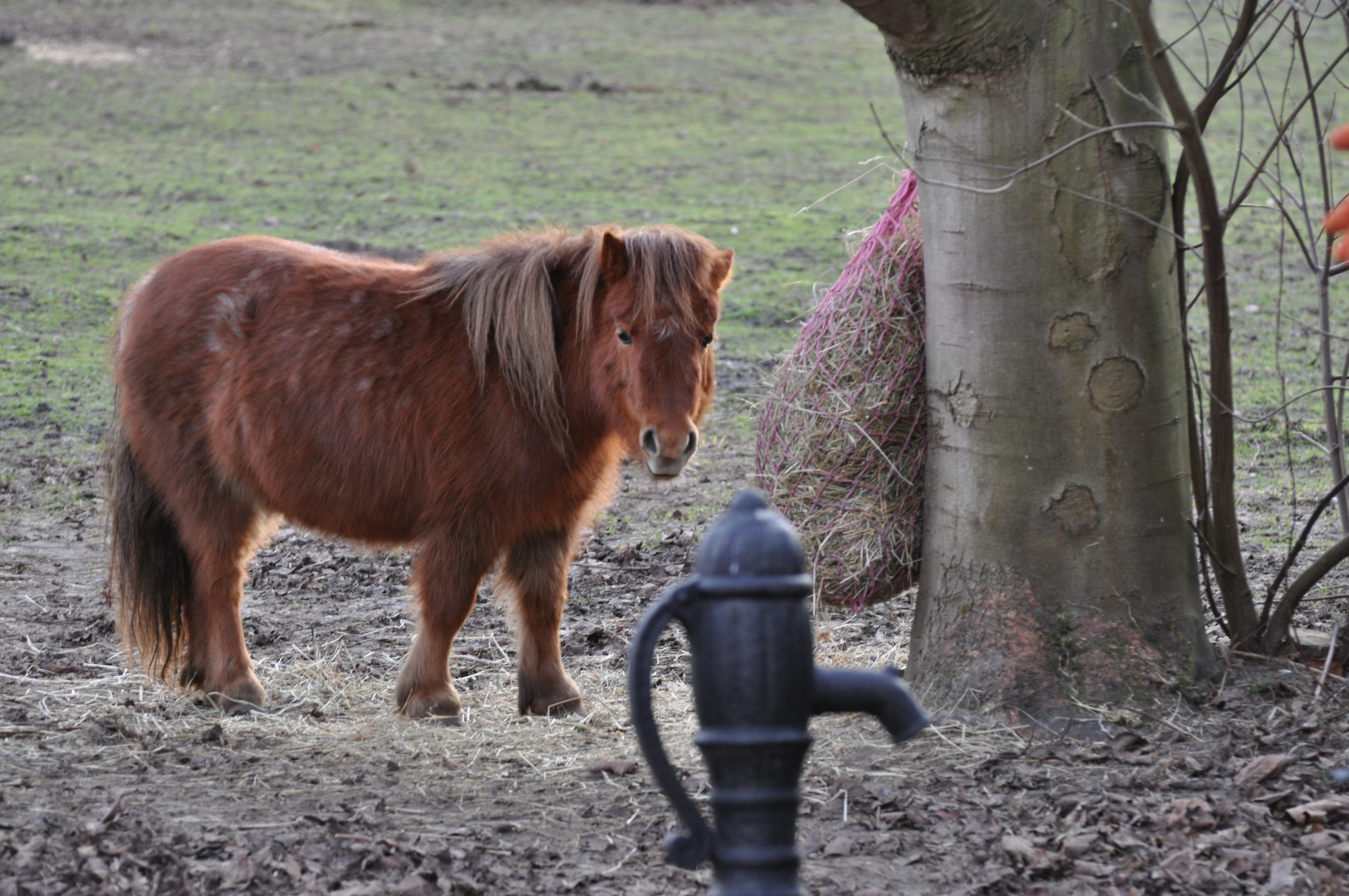
シェトランド・ポニー

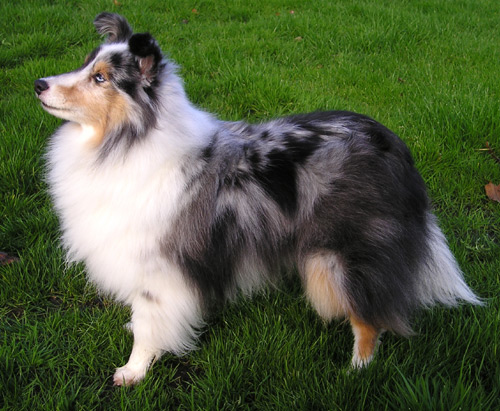
シェットランド・シープドッグ

島土着の様々な品種がある。そのうち、体格の小さなシェトランド・ポニーは、おそらく最も有名であるだけでなく、シェトランド農業の歴史の重要な一部である。ポニーについて最初に書かれた記録は1603年のものである。その小柄な体格のため、すべてのウマの品種の中で最も強健である。その他にシェットランド・シープドッグ、絶滅危惧種のシェトランドウシ、シェトランドガチョウ、そしてヒツジのシェトランド・シープは西暦1000年前に起源があると考えられている。グライスは半家畜化されたブタであったが、1930年代に絶滅した。ヒツジを攻撃する習性のため、絶滅を防ぐことができなかった。

## 歴史

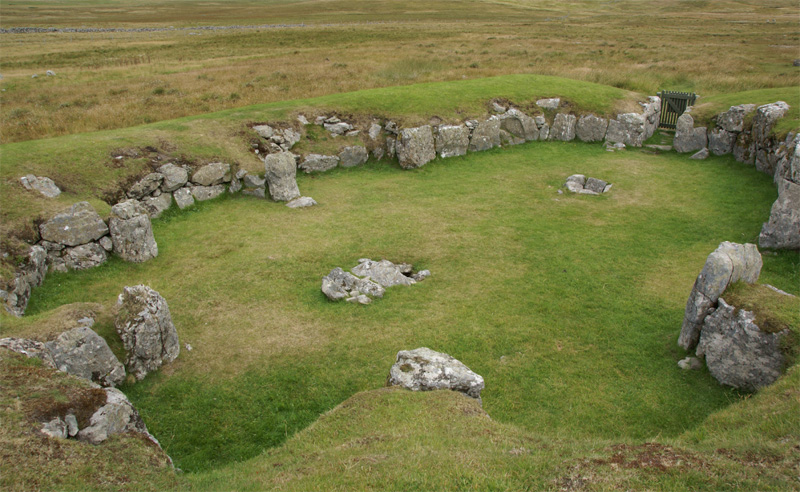
新石器時代の遺跡、スタニーデイル神殿跡

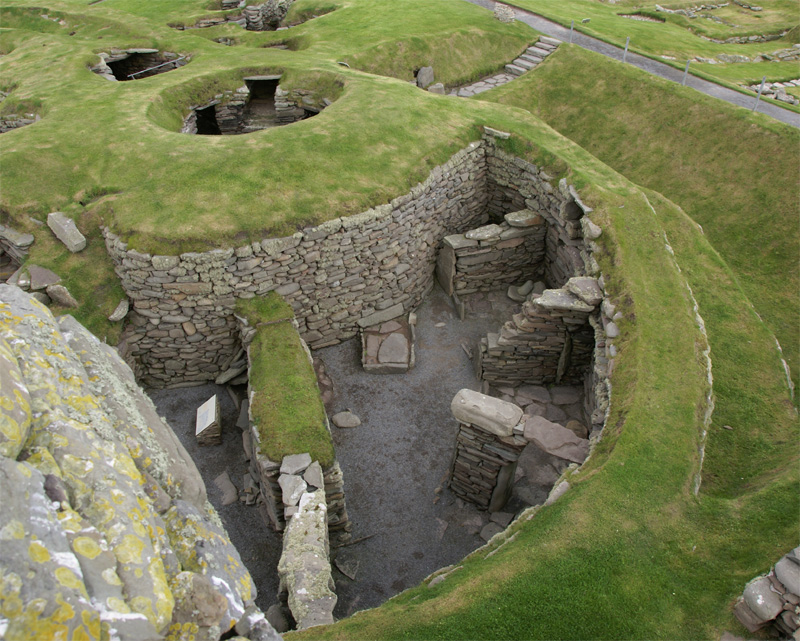
ヤールショフで保存されている、ホイールハウスとブロッホ

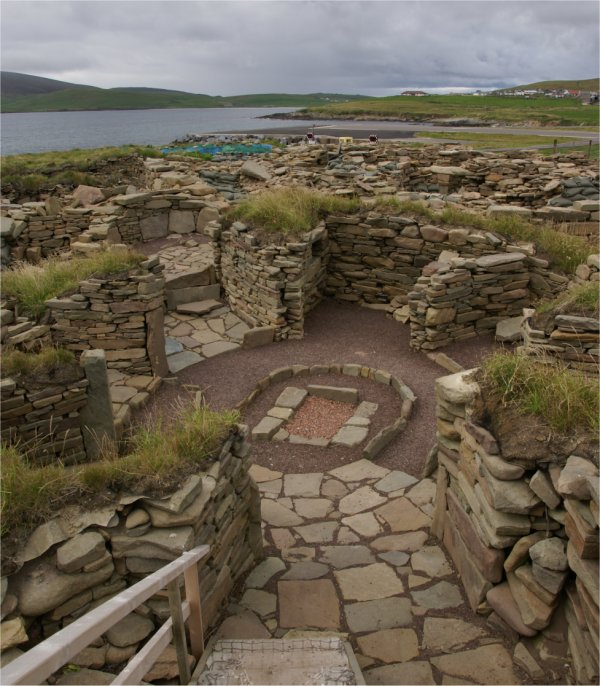
オールド・スキャットネス

### 先史時代
実質的に樹木のないシェトランド諸島に石でできた建物ができたのは少なくとも新石器時代初頭である。シェトランドは有史以前の時代の建造物が非常に豊富で、5000箇所以上の遺跡が存在する。メインランド島南岸のウェスト・ヴォーには紀元前4320年から紀元前4030年頃の貝塚があり、中石器時代に人間が活動していた証拠となっている。同じ場所では新石器時代の活動の存在を示しており、スコード・オブ・ブロースター内の壁は紀元前3400年代にさかのぼれる 。ノースメイヴィンで見つかったシェトランド・ナイフは石器で、珪長岩でこの時代に作られたものだった。
集落遺跡ヤールショフでは陶器の破片が見つかっている。主要な定住地は青銅器時代からのものだが、ここでは新石器時代から人が活動してきたことを示している。遺跡には鍛冶場、ホイールハウスの密集、そして後のブロッホ（円筒形の塔）が含まれていた。この場所は、ヴァイキング時代直前までの様々な時代の居住の証拠を示している。かかとの形をしたケアンは、シェトランドでは珍しい室状のケアンで、特に大きなものがヴェメントリー島にある。
多数のブロッホが鉄器時代の間に建てられた。ブロッホの起源と目的は論争の的となっているが、ムサに加え、クリキミン、カルスウィック、オールド・スキャットネス、ウェスト・バラファースにあるブロッホが重要な遺跡である。過去の記録はまばらであるが、鉄器時代後期のノーザン・アイルズの住民は、おそらくピクト人であった。歴史家ジェームズ・ハンターは2000年に、6世紀のピクト王ブリデイ1世との関連を述べている。『シェトランド、オークニー、スカイ島と西部の島々にいた住民たちは、そのほとんどがこの時点において文化のうえでも言語のうえでもピクト人であったように思える。彼らはブリデイ1世をかなり遠い存在とみなしていた可能性が高い。』
2011年、ブロッホ・オブ・ムサ、オールド・スキャットネス、ヤールショフを含む「鉄器時代シェトランドのるつぼ」は、世界遺産の暫定登録リストに加わった。

### スカンジナビア人による植民地化
スカンジナビア人人口の拡大は、利用可能な資源と耕地の不足につながった。このことがヴァイキングの海外遠征時代を招き、ノース人は徐々に略奪から占領へ関心を移していった。シェトランドは8世紀終わりから9世紀にかけ征服された。既に島にいた先住民の運命については不明である。現在のシェトランド諸島人は、父方の先祖も母方の先祖もスカンジナビア人である割合が同一である。このことは島に男女とも均等に移住したことを示唆している。
当時のヴァイキングは、島をノルウェーおよびスコットランド本土の海岸に対する海賊遠征の本拠としていた。それに対してノルウェー王ハーラル美髪王は875年にノーザン・アイルズを併合した 。ムーレ伯爵Rognvald Eysteinssonはハーラル美髪王より、スコットランドでの戦いで息子を失った代償として、オークニーとシェトランドを伯領として授かり、オークニー伯爵（英語ではEarlであるがノース語ではJarl）となった。その後弟Sigurd Eysteinssonが伯領を継承した。
シェトランド諸島がキリスト教化されたのは10世紀終わりである。オーラヴ1世王はオークニー訪問中、オークニー伯シグルドを召還し、『伯と伯の臣民すべてが洗礼を受けることを命ずる。もし拒むならば、私はその場で伯を殺さねばならない。私は火と鋼を用いてすべての島々を破壊せんことを誓う』と言った。当然のごとく、シグルドと島民たちは同意しキリスト教徒となった。異常なことに、1100年代以降、ノース人の伯爵たちはケイスネス伯爵の爵位を保有することからノルウェー王とスコットランド王の両者に忠誠を誓っていた。
1194年、Harald Maddadssonがオークニーおよびシェトランド伯であったとき、スヴェレ・シグルツソン王に対する内乱が勃発した。Øyskjeggsたちはノルウェーに向け出航したが、ベルゲン近郊のFlorvågの戦いで敗退した。この勝利の後にスヴェレ・シグルツソン王はシェトランドをノルウェー王の直接支配下に置き、この後2世紀近くにわたってこの情勢が続いた。

### スコットランドの北進
13世紀半ば以降、スコットランドの王たちはますます本土周囲の島嶼部に対する管理を強めるようになった。政策が本格的に始められたのはアレグザンダー2世からで、彼の後継者アレグザンダー3世によって政策は継承された。この戦略は、最終的にはホーコン4世のスコットランド遠征につながった。彼の艦隊はスコットランドへ出航する前にブレセー水道で組み立てられた。ラーグスの戦いでの行き詰まりの後、ホーコン4世はオークニーに退却し、1263年12月に急死した。サーガの暗唱によって彼は死の床で慰められた。彼の死のち、ノルウェー王位を継いだマグヌス5世は遠征を行うほどの才覚はなく、スコットランドへのノルウェー軍のさらなる遠征は中止に追い込まれた。この不運な遠征にともない、マン島および島嶼王国（ヘブリディーズ諸島とマン島で構成）は1266年のパース条約の結果スコットランドに屈した。しかしスコットランド人は、オークニー諸島とシェトランド諸島へのノルウェーの主権を継続して認めていた。

### スコットランドへの質入

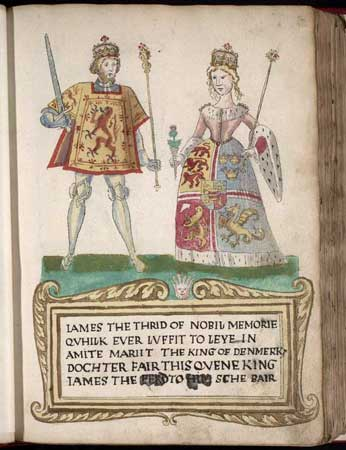
ジェームズ3世に輿入れしたマーガレット・オブ・デンマークが、シェトランドをスコットランドへもたらした

14世紀のオークニー諸島とシェトランド諸島はノルウェー王国の県であった。しかしスコットランドの影響は増していた。オークニー伯Jon Haraldssonは1231年にサーソーで殺害され、彼の死は切れることなく続いてきたノース人のオークニー伯爵の断絶となった。その後のオークニー伯は、スコットランド貴族であるアンガス伯と、シンクレア家のヘンリーが務めた。1380年、デンマークとのカルマル同盟で同君連合となったノルウェーは、島嶼部の高貴な家柄への関心が薄れていった 。1468年、デンマーク・ノルウェー王クリスチャン1世は、スコットランド王ジェームズ3世と婚約していた娘マルグレーテの持参金支払いに対する保証としてシェトランドを抵当に入れた。金が支払われることはなく、シェトランドとスコットランド王との関係は永久となった. 。1470年、初代ケイスネス伯ウィリアム・シンクレアは、自らの称号をジェームズ3世へ譲り渡した 。翌年から、北部島嶼部はスコットランド王権に直接属することとなった。それにもかかわらず、シェトランドとノルウェーの関係が絶えることがなかったことが証明されている。
15世紀初頭から、シェトランド諸島人はドイツ商人のハンザ同盟を通じて島で生産されたものを売っていた。ハンザ商人は、塩漬けの魚、羊毛、バターといった船一隻分の積荷を買い、塩、布、ビールやその他商品を輸入していた。16世紀終わりから17世紀初めは、専制的なオークニー伯ロバート・スチュアートの影響が支配的だった。ジェームズ5世の庶子であった彼は、異母妹であるスコットランド女王メアリーによって島々を与えられていた。ロバートの跡を継いだパトリック・スチュアートはスカロウェイ城の建設を開始したが、1609年に処刑されたため、再びオークニーとシェトランドはスコットランド王のものとなった。1643年、チャールズ1世はオークニーとシェトランドを第7代モートン伯ウィリアム・ダグラスへ与えた。1766年まで保持したモートン伯爵家は、第14代伯爵ジェイムズ・ダグラスの代にシェトランドをローレンス・ダンダスへ売却した。

### イギリス支配

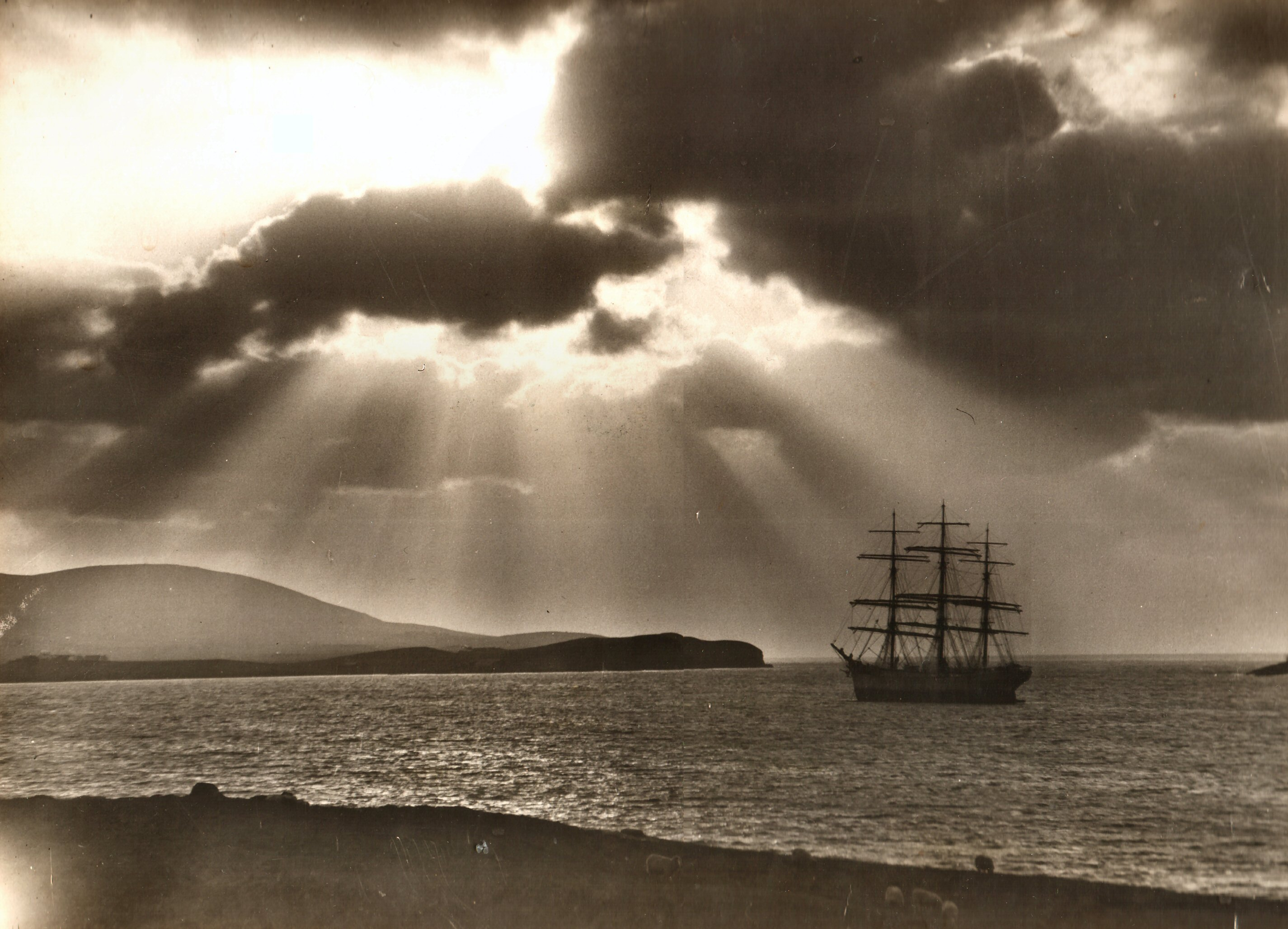
ラーウィック沖合いに碇を下ろすバーク、1880年頃

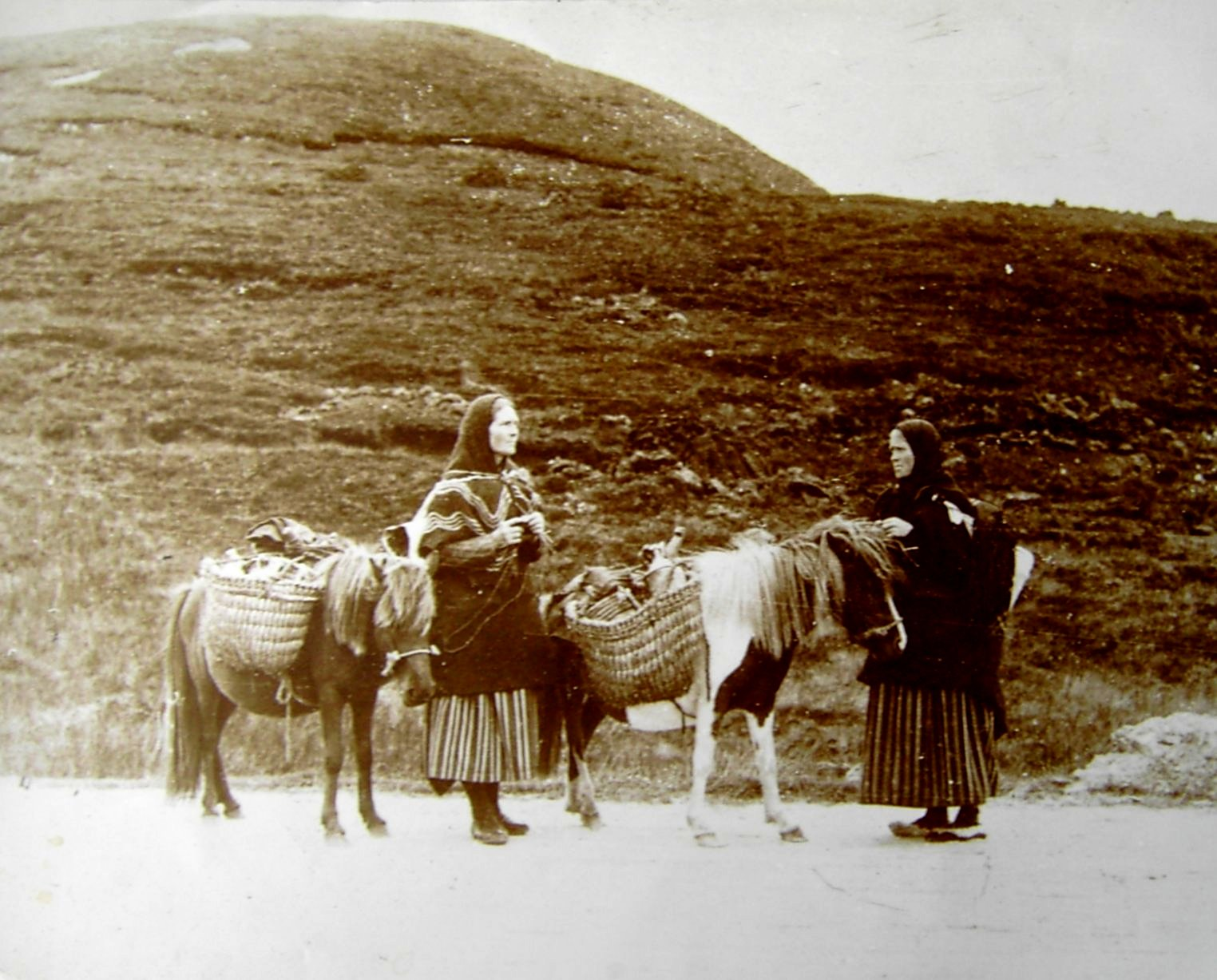
ポニーとシェトランドの女性、1900年頃のパパ・ストゥア島

1707年の合同法が施行されると、塩の取引に課された高額な税率によって、ドイツ北部の商人たちはそれまで続いていたシェトランドとの貿易を続けられなくなった。シェトランドの地元商人たちは北ドイツ商人ほど塩漬け魚の貿易に精通していなかったため、シェトランドは経済不況に陥った。しかしながら、一部の土地持ち商人がヨーロッパ大陸へ魚を輸出するための船を自前で用意し、撤退したドイツ商人の後を引き継いだ。ただ、これは土地を持たない漁夫たちにとって幸運なことではなかった。なぜなら、彼らは結局、地元の土地持ち商人たちのために漁をしなければならなくなったからである。
17世紀から18世紀、シェトランドを天然痘の流行が襲った。しかし1760年以降ワクチンが一般的となり、1861年の人口はこれまでの最高の31,670人に達した。イギリス支配は多くの一般人のみならず、貿易業者にとって高くついた。シェトランド諸島人の航海技術が、イギリス海軍に求められていた。約3000人が1810年から1815年のナポレオン戦争に供出され、強制徴募が行われた。このときフェトラー島だけで120人もの男性が連れて行かれ、このうち故郷へ戻れたのはたった20人だった。19世紀後半、シェトランド全体の90％の土地を所有していたのは32人の地主だった。1861年から1881年にかけ8000人以上のシェトランド諸島人が移住していった。1886年、自由党の首相ウィリアム・グラッドストンが、地主から小作農を解放すべく、クロフターズ法を可決させた。これは地主のために農奴となっていた小作農たちが、自分の所有する農園を持ち家とできるようになった効果的な法律だった。

### 20世紀
第一次世界大戦中、多くのシェトランド諸島人たちはイギリス陸軍歩兵連隊ゴードン・ハイランダーズに配属された。さらに3000人が海軍船員となり、1500人以上が地元で海軍予備役となった。第10巡洋艦船隊がスウォーバックス・ミンに配置され、1917年3月からの1年間だけで4500隻以上の船が護送船団の一員としてラーウィックを出港していった。シェトランド諸島は、出身者から150人以上の戦死者を出した。これはイギリス国内のどの場所よりも高い割合であった。1920年代と1930年代にさらに島外への移住が行われた。

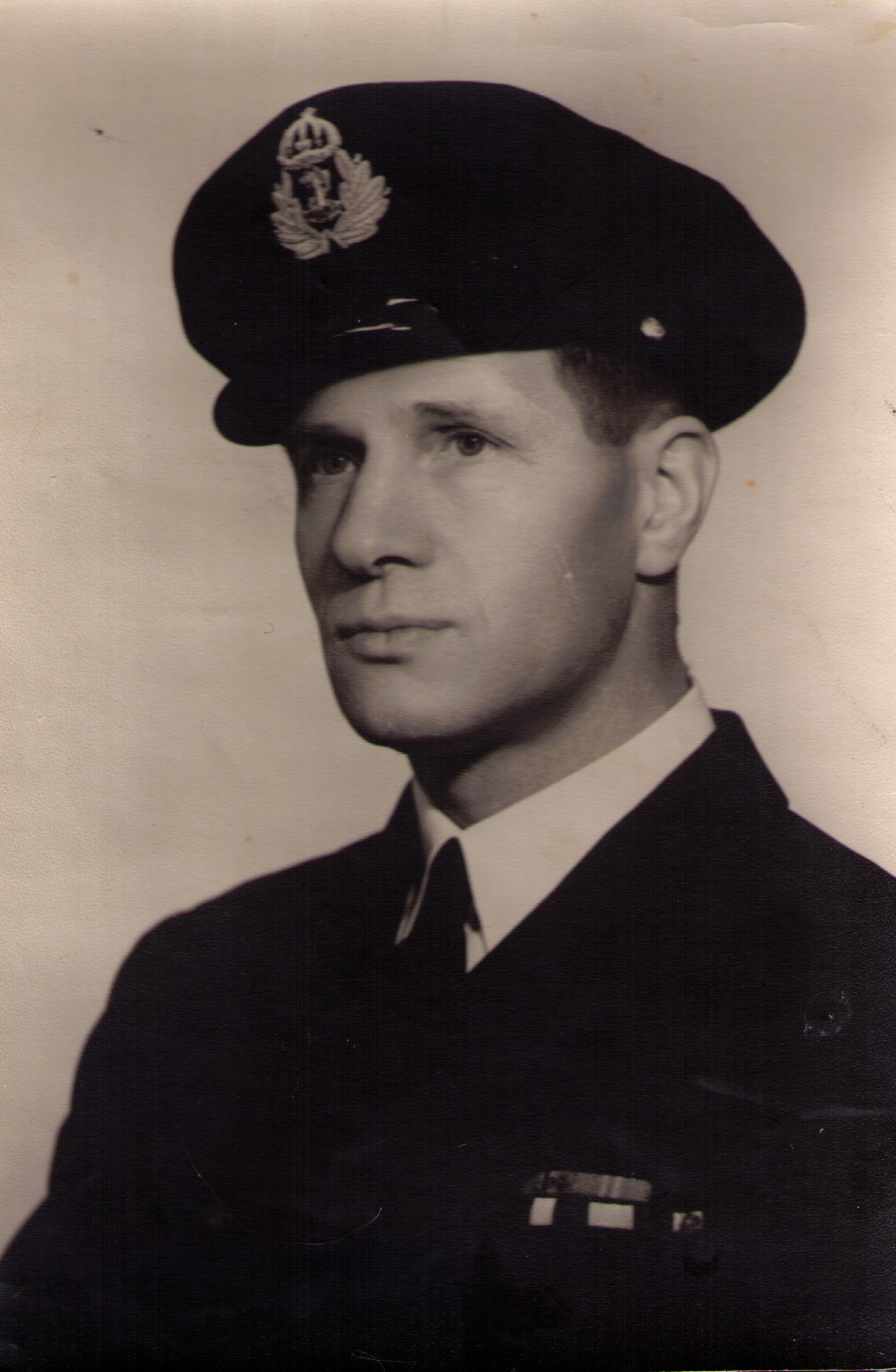
シェトランド・バス作戦におけるノルウェー人リーダー、レイフ・ラーセン

第二次世界大戦中、ノルウェー海軍に所属し、のちにシェトランド・バスのニックネームで呼ばれることになる部隊が、1940年秋に特殊作戦執行部（Special Operations Executive, SOE）によってランナ基地に設置された。後にスカロウェイに基地が移され、ノルウェー沿岸周辺での作戦の指揮を執ることとなった。ナチス・ドイツのノルウェー占領時に国を脱出した難民が使用したおよそ30隻の漁船を集め、シェトランド・バスは諜報員、難民、レジスタンスの指導員、軍事物資を運ぶ秘密工作など、200回を超える渡航を行った。そのうち52回の渡航に携わったレイフ・ラーセンは、第二次世界大戦の連合国側海軍将校で最も誉れ高い勲章を授与された。イギリス空軍の基地も数箇所設置され、灯台の数箇所が敵機から爆撃され被害を受けた。
20世紀後半、シェトランド東西の海域で石油埋蔵地が発見され、シェトランドが大いに必要としていた代替収入源となった。東シェトランド海盆はヨーロッパ最大の油田の1つであり、石油収入とノルウェーとの文化的つながりの結果として、オークニーおよびシェトランドの独立運動が発生した。独立運動はマン島だけでなく、シェトランドの最も近い隣人でデンマークの自治領であるフェロー諸島もモデルとしている。

## 政治

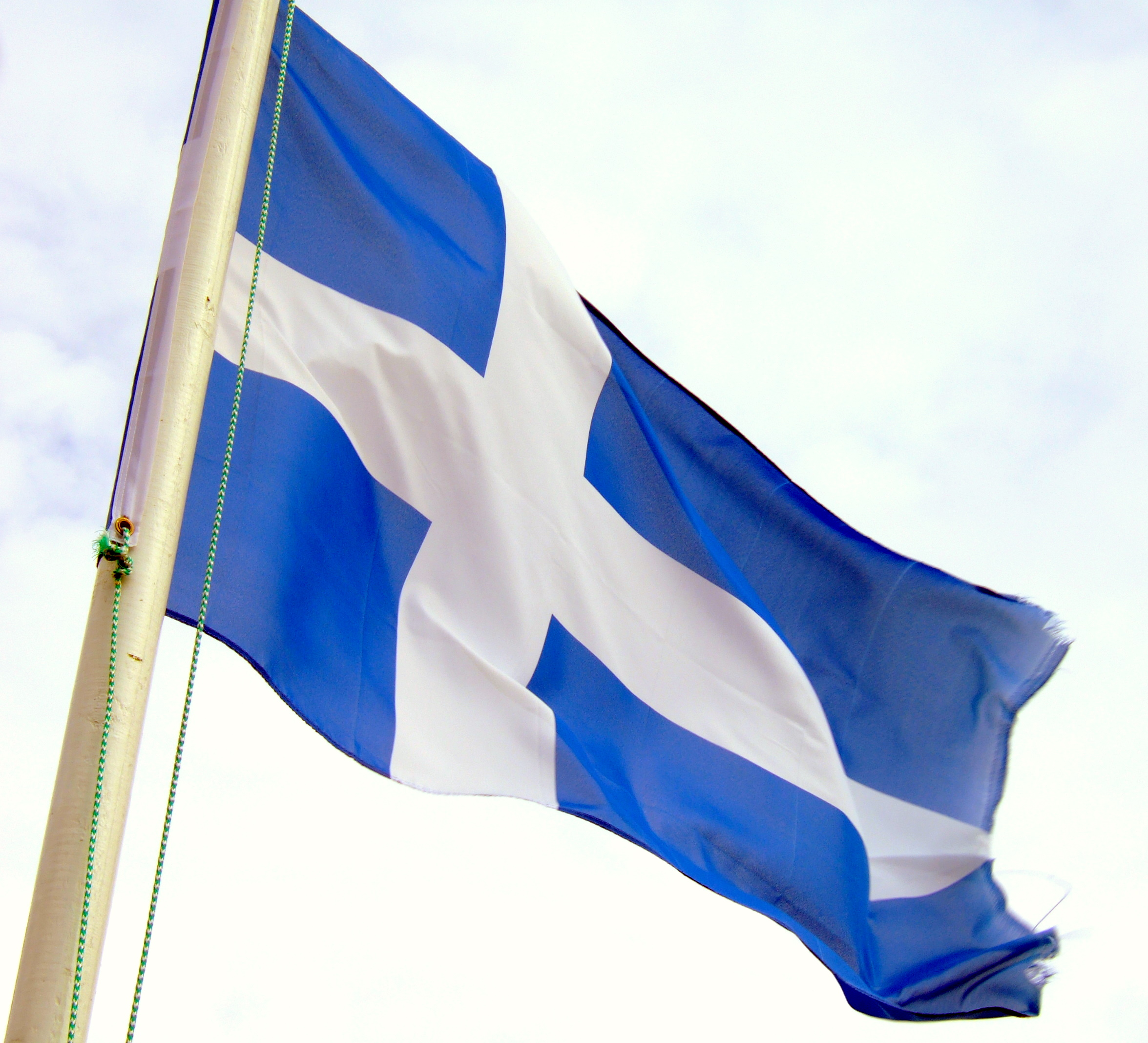
シェトランド諸島の旗

シェトランドは、オークニー・アンド・シェトランド選挙区の一部として、庶民院に国会議員を送っている。現職はアリステア・カーマイケルである。1950年以来、この議席は自由党または自由民主党が維持しており、彼らがイギリス国内で維持するどの議席よりも期間が長い。
スコットランド議会においては、シェトランド選挙区は小選挙区制によりスコットランド議会議員を選出している。現在のシェトランド選出スコットランド議会議員は、2019年に初当選したスコットランド自由民主党のベアトリス・ウィシャートである。現在のシェトランドは、スコットランド議会のハイランズ・アンド・アイランズ選挙地区内にある。
シェトランド諸島議会の政治的構成は、無所属議員22人である。政党を代表しない議員が多数派を占める、スコットランド内のカウンシル・エリア3つのうち1つである 。
1966年、Roy Grönnebergがスコットランド国民党の地方支部を設立した。彼はビル・アダムズと共同で、シェトランドのノルウェーからスコットランド移管500周年を記念してシェトランド諸島旗をデザインした。色の配置はスコットランドの旗と同じ青と白だが、スカンジナビア十字の形を採用している。1985年の住民投票を含む数度の失敗の後、2005年にロード・ライアン・キング・オブ・アームズはシェトランド諸島の旗を公式旗として認定した。
元はノルウェー領だったことから独自の文化を持ち、少数ながらスコットランドやイギリスから独立するという運動を行ってる住民もいる。
朝日新聞が、ロンドン発として伝えるところによると、2020年9月9日、シェトランド諸島議会は、スコットランド自治政府に対する島の「財政面と政治面での自決」をうたう決議を賛成18、反対2、棄権2で採択した。周辺に広がる石油とガスの資源や漁場の専有を狙う戦略とみられる。英タイムズ紙は「英国からも自治政府からも独立する動き」と報道。英仏海峡のチャネル諸島のように独自の政府を持つ英王室属領としての地位を求める可能性もあるという。独立に直ちに結びつくものではないが、少数の住民の運動にとどまらず、議会レベルでの行動である。

## 経済

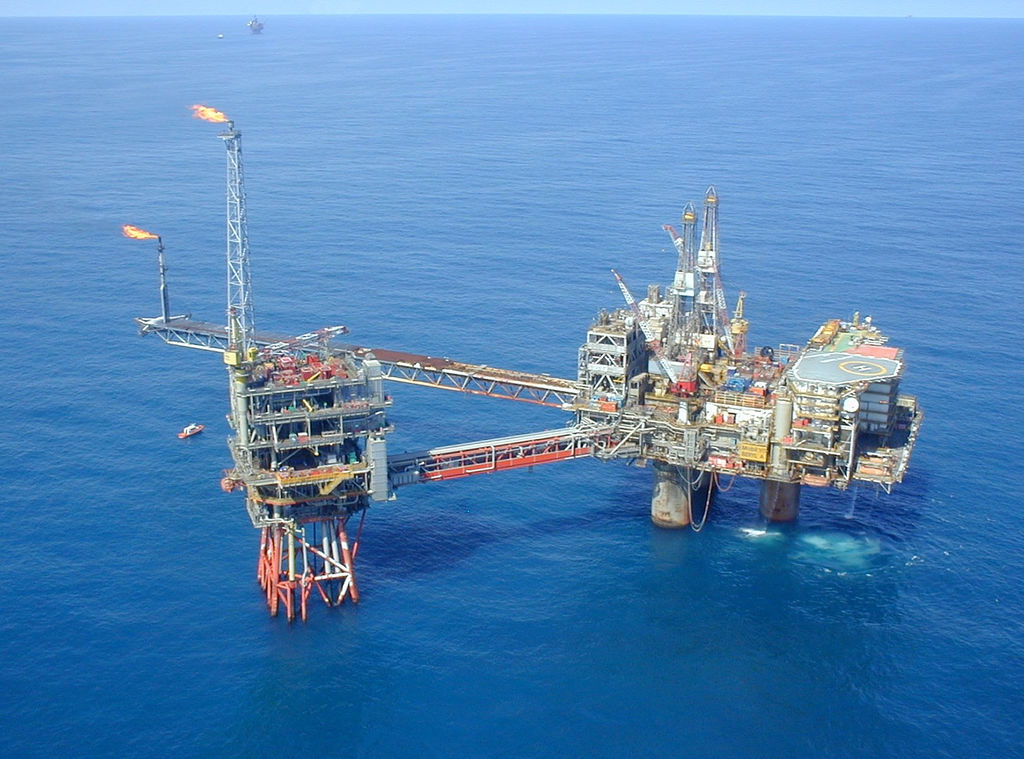
エクソン・モービルのベリル・アルファ石油プラットフォーム、東シェトランド海盆

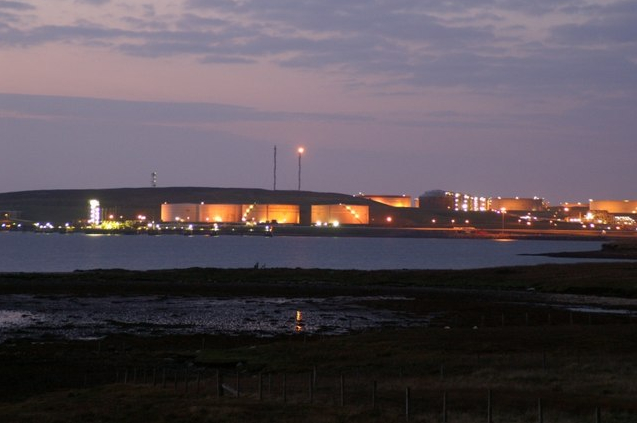
サロム・ヴォーの石油ターミナル

現在、シェトランドの主な収入源は農業、養殖業、漁業、再生可能エネルギー、石油産業（原油と天然ガス生産）、クリエイティブ産業と観光業である。
漁業は現在もシェトランド諸島経済の中心であり、2009年の漁獲総量は75,767トンで、評価額は7,320万ポンドであった。さらには、漁獲量においても収入においてもシェトランド諸島の漁獲高の半分以上を占めるのがサバである。続いてコダラ、タラ、ニシン、タラ科のMerlangius merlangus、アンコウ、貝類のかなりの水揚げがある。農業は主として、非常に細かい羊毛がとれることで知られるシェトランド種のヒツジの飼育にかかわっている。穀物はコムギとオオムギが生産されるが、シェトランドは寒さと吹きさらしの風が厳しく、ほとんどの植物にとって過酷な環境である。借地権が法的に限定されている小区画の農地で農業を行うクロフティング（en、小規模農場による農業）はまだ実践されており、これはシェトランドの伝統というだけでなく重要な収入源とみなされている。
石油と天然ガスは1978年サロム・ヴォー入り江にて初めて地上にもたらされた 。サロム・ヴォー石油ターミナルは、その後ヨーロッパ最大級のものとなった。石油の税収入は社会福祉や芸術、スポーツ、環境対策、経済開発など、公的部門の支出増加に貢献した。シェトランド諸島内の労働力は3/4がサービス業に従事している 。2003年にはシェトランド諸島議会単独で生産高の27.9％を生み出していた。石油収入はシェトランド公益トラストの資金源となり、トラストを介して地元の様々な事業に資金を提供できるようになった。2011年のトラスト残高は2億1700万ポンド、すなわち一人当たり9500ポンドであった。
2007年1月、シェトランド諸島議会はエネルギー会社SSEと、風力発電所タービン20基と海底ケーブルを設置するパートナーシップ契約を結んだ。この再生可能エネルギー事業は約600メガワットを出力し、シェトランド経済に年間200万ポンド程度寄与するという。計画は諸島内でかなりの数の反対を生んでいる。開発で予想される視覚的なインパクトが第一の理由である。アンスト島でのPURE計画は、風力発電と風力ハイブリッド発電を生む燃料電池を組み合わせるための研究センターであった。この事業は地元コミュニティーの発展トラストである、アンスト島パートナーシップによって運営されている。
ニットウェアはシェトランドの経済と文化の両面で重要である。フェア・アイルは非常によく知られている。しかしニット業界は、他のメーカーや商標認証によるシェトランドの名称の盗作問題に直面している。例えばシェトランド・レディ（The Shetland Lady）は商標登録されている。シェトランドは毎週地元新聞社が発行するシェトランド・タイムズ、BBCラジオ・シェトランド放送が提供するシェトランド・ニュース、商業ラジオ局SIBCが提供されている。
シェトランドはクルーズ船の人気の行き先である。2010年、ロンリープラネットはシェトランドを、『手付かずの行き先を求める観光客にとって世界で6番目の適地』と評した。シェトランド諸島は『美しく、実りある』、シェトランド諸島人は『激しく独立した個人、自立生活者の一団』と称された 。
2006年における訪問客全体の支出は1640万ポンドであった（その年ラーウィック港にクルーズ客船の乗客が26,000人到着した）。2009年に最も観光客が訪れた場所はシェトランド博物館、サンバラ・ヘッドの鳥類保護王立協会（en）保護区、ワイズデイル・ミルのボンホガ・ギャラリー、ヤールショフであった。

### 交通

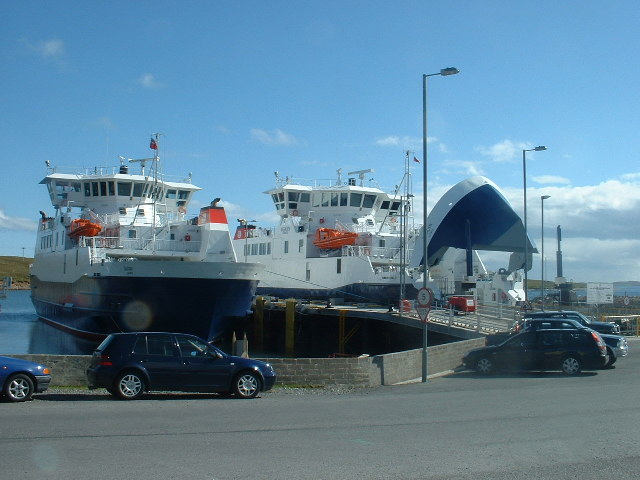
イエル島に停泊するフェリー

諸島間の輸送は第一にフェリーである。シェトランド諸島カウンシルは様々な島間のサービスを運営している。シェトランドと本土のアバディーン間をノースリンクス・フェリーズ社のフェリーが片道12時間で運航している。
シェトランド第一の空港であるサンバラ空港は、ラーウィックの南約40km、サンバラ・ヘッドに位置する。スコットランドの航空会社ローガンエアーはFlybeのための路線を持っており、1日に10度スコットランドの他地域へ便を運航する。目的地はカークウォール、アバディーン、インヴァーネス、グラスゴー、エディンバラである。
島と島の間を飛ぶ航空路線は、シェトランドのメインランド島からほとんどの有人島に向けて可能である。ラーウィック西11kmにあるティングウォール空港からの便は、シェトランド諸島カウンシルと提携したダイレクトフライト社が運営している。アバディーン＝スキャットスタ（サロム・ヴォー近郊）をしばしばチャーター便が飛ぶ。このチャーター便は油田で働く労働者を輸送するために用いられ、スキャットスタの小さなターミナルは、スコットランドで国際線乗客が5番目に多い場所となっている。公営のバスサービスは、メインランド島、ホエルセー島、バラ島、アンスト島、イエル島で運行されている。
シェトランドは風と潮にさらされ続けており、船が難破した場所が多い。灯台が様々な箇所で海上交通の補助として設置されている。

### 公共サービス
シェトランド諸島カウンシルは、シェトランドの全ての島々のための地方自治体当局で、ラーウィック・タウン・ホールにある。シェトランド諸島のモットーは、カウンシルの紋章に記されているように、Með lögum skal land byggjaである。ニャールのサガ（en）に書かれた一節からとられており、『法によって土地の上に築かれなければならない』を意味する 。シェトランドは12のシビル・パリッシュに分割されているが、もはやこれらは行政的に意味を持たない。しかしシビル・パリッシュは時に統計上の用途と、18ある地域協議会で使用される。
シェトランドには高等学校2校、中学校7校、30以上の小学校がある。シェトランドはまた、北大西洋漁業専門学校、北欧研究センター、そしてシェトランド・カレッジがあり、これらは全てインヴァーネスに本部のあるハイランズ・アンド・アイランズ大学の関連である。

## シェトランドの文化

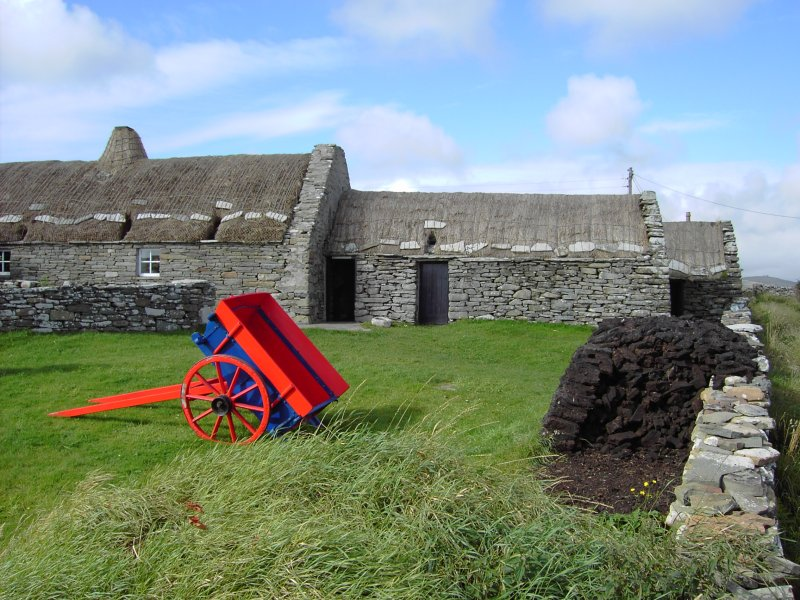
シェトランド・クロフトハウス博物館

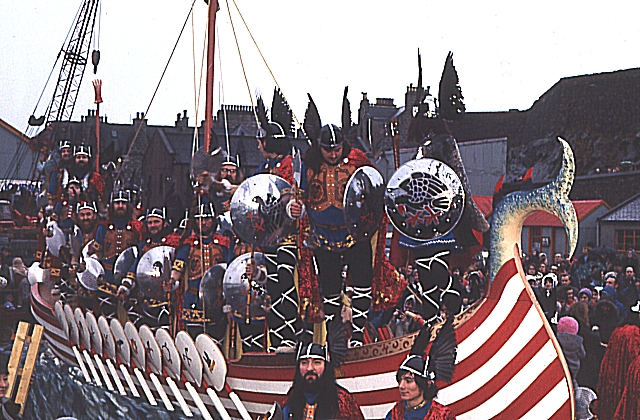
1973年に撮影されたウップ・ヘリーアーの様子

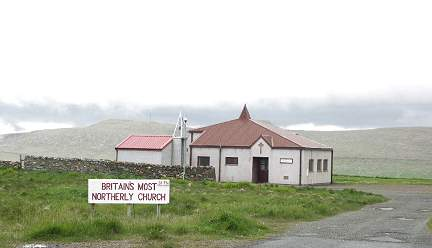
ハロルズウィックのメソジスト教会。イギリス最北の教会建築

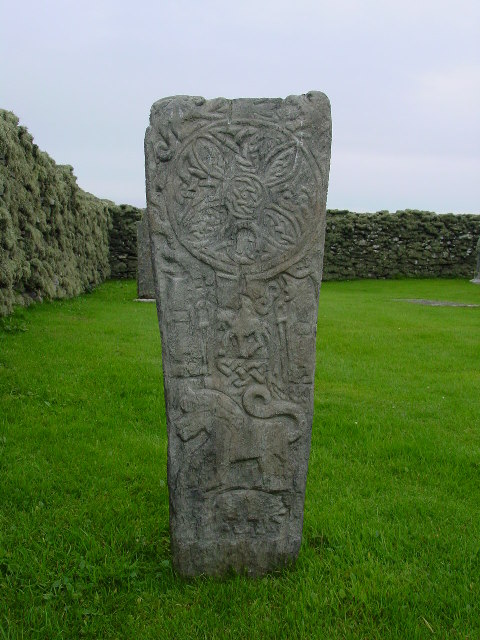
ブレセー島、セント・メアリーズ教会に残る十字架

シェトランドがスコットランドに移管された後、何千人ものスコットランド人世帯が16世紀から17世紀にシェトランドへ移住してきた。しかし島民の遺伝子構造の研究が示しているように、シェトランド諸島人の半数がスカンジナビアに起源を持つ。この組み合わせは地元の生活の多くの側面に反映されている。例えば、現在使われている地名のほとんどがヴァイキングの時代にさかのぼることができる。ノルド語は古ノース語の形態で、18世紀まで話されていた。その後、シェトランド語として知られるスコットランド語の島方言に置き換えられた。また、現在はスコットランド英語に置き換えられつつある。何百年も話されてきたノルド語は現在絶えてしまっており、わずかに書き言葉が残っている。シェトランド語は地元ラジオ局と書き言葉の両方で使われており、シェトランド民俗協会によって生き続けている。
ウップ・ヘリーアーは、冬のさなか毎年1月から3月にかけてシェトランド各地で開催される火祭りである。名は"Up holy (day) all"に相当する"Up Helly Aa"に由来する。とくに州都ラーウィックで行われる最大の祭りでは、1月の最終火曜日に通りを1000人にも及ぶバイキングに仮装した男性らの行列が行進する。この祭りは現在で100年以上の歴史があり、高度に組織化されている。原型は冬の長い夜を追い散らすための禁酒祭りで、今は島の伝承を祝うものとなった。男たちは毎年新調されるヴァイキングの服装で行列し、最後にロングシップのレプリカを燃やすのである。
シェトランド料理は、ほとんどが有機食品である地元産ラム肉、牛肉とシーフードを基本とする。無濾過でパスチャライゼーションをしないリアル・エールを作っているヴァルハラ醸造所は、国内で最も北にある醸造所である。シェトランドは隔年開催される国際アイランドゲームズ協会の一員であり、2005年には開催地となった。

### 教会と信仰
宗教改革がシェトランドにもたらされたのは1560年であった。明らかに平和的な移行であり、記録されたシェトランドの歴史上において宗教的熱狂や不寛容の証拠はわずかである。諸島内には様々な宗派がある。メソジスト教会は諸島内で比較的信者数が多く、メソジスト教会の教会地区となっている（スコットランド本土が構成する地区とは別である）。スコットランド国教会はラーウィックのセント・コロンバ教会が含まれるシェトランドの長老会を持っている。

### 音楽
シェトランドの文化と風景は、様々なミュージシャン、作家、映画製作者にインスピレーションを与えている。1950年代に結成されたザ・フォーティ・フィドラーズは、伝統的なフィドルの演奏スタイルを促進し、現在も地元文化の活気ある一部となっている 。シェトランド民俗音楽の注目すべき人物としてアリー・ベイン、トム・アンダーソン、ピーリー・ウィリー・ジョンソンがいる。トーマス・フレイザはカントリー音楽のミュージシャンであったが生涯を通じて商業ベースのレコーディングをしたことがなかったが、1978年の早すぎる死のあと20年以上人気を保っている。

### 文学
ウォルター・スコットが書いた1822年のThe Pirateにおいて、舞台はシェトランドの遠く離れた場所となっている。これは1814年に彼がシェトランドを訪れた際にインスピレーションを得たためである。Jarlshofという名は『伯爵の邸宅』を意味する彼の造語である。
スコットランド人詩人ヒュー・マクダーミッドは、1930年代半ばから1942年までホエルセー島で暮らした。彼はその間、直接的またはシェトランドの環境を反映させた詩を書き上げた。"On A Raised Beach"は無人のウェスト・リンガ島訪問に触発され書いたものである。作家ハモンド・インズが1975年に発表した小説North Starは、主な舞台をシェトランドとしている。ラマン・マンデアの2007年の詩集A Choreographer's Cartographyは、シェトランドを背景にアジア系イギリス人の視点を表している。ウォルズ島生まれのヴァガランドは、おそらく20世紀シェトランド最高の詩人であろう。
シェトランドでは月刊誌Shetland Lifeとi'i' Shetlandが発行されている。
小説家アン・クリーヴスはシェトランド諸島を舞台とするミステリー小説を複数執筆しており、日本語版も出版されている。

### 映画・ドラマ
1937年にマイケル・パウエルが製作したThe Edge of the Worldは、絶海の孤島セント・キルダに暮らす最後の36人の島民が1930年8月29日に島外に避難する実話を基として脚色した作品である。セント・キルダはアウター・ヘブリディーズ西方64kmの大西洋上の群島だが、パウエルはそこでの撮影許可を得ることができなかった。ひるまなかったパウエルは、フーラ島で1936年の夏の四ヶ月間撮影を行った。映画ではセント・キルダでの出来事をシェトランドでの出来事に置き換えたのである。40年後の1978年、パウエルはフーラ島を再訪問し、ドキュメンタリー映画Return to the Edge of the Worldの中で当時のキャストやクルーと再会を果たした。
シェトランドで撮影された、またはシェトランドにちなむ映画作品には、A Crofter's Life in Shetland（1932年）、A Shetland Lyric（1934年）、Devil's Gate（2003年）、コメディ・ドキュメンタリーのIt's Nice Up North（2007年）がある。
また、上記のアン・クリーヴスの小説がITVによりドラマ化され、2013年からBBCで放送されている。日本では『シェトランド』という邦題で2015年からAXNミステリーで放送されている。

## 参照
1. ↑  ワトソン (1994) はタキトゥスがシェトランドについて言及していたと確信しているが、しかしブリーズ (2002) はこの見解に対してより懐疑的である。トゥーレはマッシブのピュテアスが紀元前322年および285年にブリテン島に滞在した際に初めて言及されたが、彼はその島がブリテン島から北へ6日航海した凍りついた海から1日の所にあると考えていたため、ピュテアスがトゥーレと記した島がシェトランドを意味しているということは疑わしい[5][6]。
2. ↑  現代のスコットランド・ゲール語でシェトランドを意味する Sealtainn ([ʃalˠ̪t̪ɪɲ])はスコットランド語の"Shetland"のように古スカンジナビア語の与格であるHjaltlandiの頭文字が/hj/から/ʃ/に子音強化される推移を経た事に由来している[8]。スコットランド語とは対照的にゲール語は最初のl音(hjaltのl)を保存したが、最後のl音 (landのl) は消失した。
3. ↑  全てのノルウェー西部方言がそうであるように、アクセントの'a'は'e'に移り変わり、そして古スカンジナビア語のhjalpaがhjelpaとなったようにjaはjeとなった。その後、頭文字が/hj/から/ʃ/に子音強化される推移を経て発音は変化した。これはいくつかのノルウェー方言にもみられることであり、例えば英語のwithに相当するhjåという単語や地名であるHjerkinnおよびSjoa(*Hjóからの変化)にみられる。そして最後にtの手前のlが消滅する[11]。
4. ↑  スコード・オブ・ブロースターの場所は、一群の6もしくは7つの壁に囲まれた領域および、今までスコットランドで見つかっている最初期の鍬の刃が収容された円形の石の家を含んでいる[55]。
5. ↑  Some scholars believe that this story, which appears in the Orkneyinga Saga is apocryphal and based on the later voyages of Magnus Barelegs.[67]
6. ↑  Apparently without the knowledge of the Norwegian Rigsraadet (Council of the Realm), Christian pawned Orkney for 50,000 Rhenish guilders. On 28 May the next year he also pawned Shetland for 8,000 Rhenish guilders.[78] He had secured a clause in the contract which gave future kings of Norway the right to redeem the islands for a fixed sum of 210 kg of gold or 2,310 kg of silver. Several attempts were made during the 17th and 18th centuries to redeem the islands, without success.[79]
7. ↑  When Norway became independent again in 1906 the Shetland authorities sent a letter to King Haakon VII in which they stated: "Today no 'foreign' flag is more familiar or more welcome in our voes and havens than that of Norway, and Shetlanders continue to look upon Norway as their mother-land, and recall with pride and affection the time when their forefathers were under the rule of the Kings of Norway."[71]
8. ↑  The other independent run Councils are Orkney and Comhairle nan Eilean Siar. Moray is run by a Conservative/Independent coalition.[95][96]
9. ↑  The flag is the same design Icelandic republicans used in the early 20th century known in Iceland as Hvítbláinn, the "white-blue".[97]
10. ↑  No other part of the UK has any such oil-related fund. By comparison, as of 31 December 2010 the  total value of  the Government Pension Fund of Norway was NOK 3,077 billion ($525 bn),[111] i.e. circa £68,000 per head.